# Rogério Bertani
Rogério Bertani é um aracnólogo brasileiro. Atualmente trabalha no Instituto Butantan no Laboratório de Ecologia e Evolução.
É um dos maiores especialistas em Theraphosidae do mundo atualmente. Tendo descrito muitas espécies e trabalhando em atualizações taxonômicas e revisões de artigos de outros grandes aracnólogos.